# Empirismo

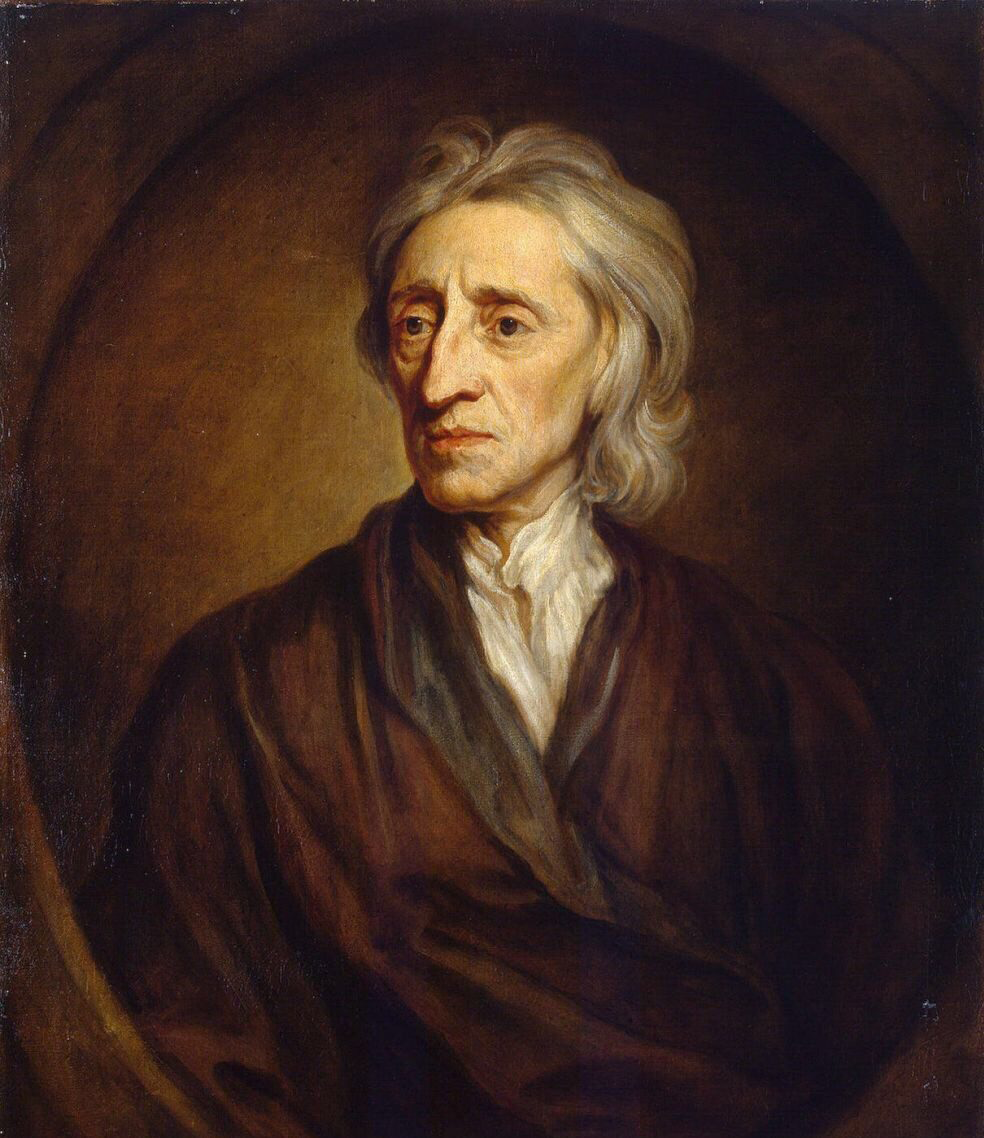
John Locke, filósofo líder do empirismo britânico

Na filosofia, o empirismo (em latim: "experientia": "experiência", do grego: /έμπειρία/) é uma teoria do conhecimento que afirma que o conhecimento sobre o mundo vem apenas da experiência sensorial; é a experiência do real.
Por sua vez, o método indutivo afirma que a Ciência como conhecimento somente pode ser derivada a partir dos dados da experiência. Essa afirmação filosófica rigorosa, acerca da construção do conhecimento, gera o problema da indução.
Dentre a diversa gama de pontos de vista da epistemologia - estudo do conhecimento humano -, juntamente com o racionalismo, o idealismo e o historicismo, o empirismo enfatiza o papel da experiência (sensorial) e da evidência, especialmente na formação de ideias, sobre a noção de ideias inatas ou tradições. Contudo, os empiristas podem argumentar que os costumes (ou tradições) surgem devido às relações de experiências sensoriais, anteriormente vivenciadas. 
Sob essa égide, o empirismo surgiu na Idade Moderna, como fruto de uma tendência filosófica que se desenvolvia, principalmente no Reino Unido, desde a Idade Média. Inclusive, verifica-se, com certa frequência, além de notória oposição ao chamado racionalismo, a presenca de características relacionadas à Filosofia continental. 
Contemporaneamente, a oposição entre empirismo e racionalismo - tal qual a distinção analítico-sintética - é  geralmente compreendida de forma absolutamente contundente, conforme ocorria nos tempos antigos.
Entretanto, é possível lançar mão de uma ou outra posição em contrário, sobretudo, devido à existência de questões metodológicas heurísticas, ou, ainda, à presença de atitudes vitais, desconsiderando-se os princípios filosóficos fundamentais propriamente ditos.
Com relação à problemática dos Universais, os empiristas são, em maioria, simpatizantes de críticas construtivas, de maneira que a adoção do termo "nominalista" remontaria somente ao final da Idade Média.
Durante a Antiguidade Clássica (Classicismo), o conhecimento empírico referia-se especialmente a arquitetos, artesãos, artistas e médicos, em geral, devendo ser obtido por meio de sua experiência, frente ao técnico e útil, em contraste ao conhecimento teórico, concebido como mera contemplação da verdade, além de qualquer utilitário.
Na FIlosofia da Ciência, o empirismo enfatiza as evidências, especialmente porque aqui o mesmo se desvenda a partir de experiências. Trata-se, portanto, de parte fundamental do método científico, de acordo com o qual todas as hipóteses e teorias devem ser testadas em confronto com as observações do mundo natural, ao invés de meramente se resumir a um raciocínio a priori, intuição ou revelação.
Por ter causado grande revolução na ciência, graças à progressiva valorização do conhecimento científico, aliado à valorização das experiências, o homem passou a buscar resultados práticos, almejando o domínio da natureza. Em suma, foi a partir do desenvolvimento do empirismo que se estabeleceram as bases fundamentais da metodologia científica moderna.
Dentre os filósofos associados ao empirismo, destacam-se os seguintes: Alhazen, Aristóteles, Avicena, David Hume, Ibn Tufail, Francis Bacon, George Berkeley, Guilherme de Ockham, Hermann von Helmholtz, Immanuel Kant (racionalista, porém buscou equilibrar razão e experiência), John Locke , John Stuart Mill, Leopold von Ranke, Nicolau Maquiavel, Robert Boyle, Robert Grosseteste e Thomas Hobbes.
Destes, destacam-se: Thomas Hobbes, John Locke e David Hume, que são considerados uns dos mais importantes pensadores empiristas.

## Etimologia
O termo "empirismo" vem do grego /έμπειρία/, que traduzido em latim significa "experientia", que significa "experiência" em português.

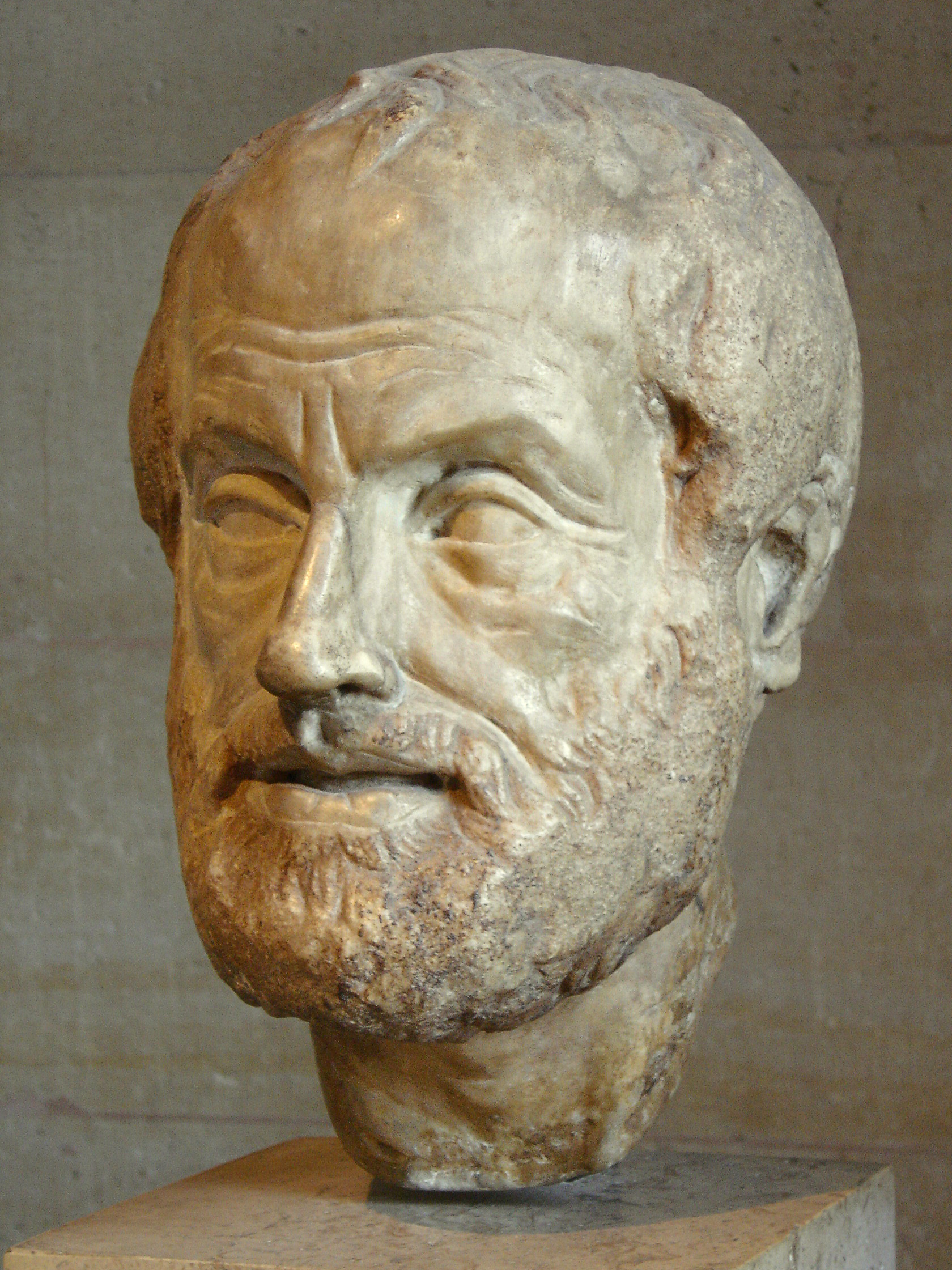
Aristóteles deu grande importância à indução baseada na experiência sensível

## História
Antigas formas de empirismo incluem o trabalho epistemológico de Buda no Oriente. No entanto, aqui nós consideramos a evolução das atitudes filosóficas ocidentais. Segundo o Papa Francisco, a empiria não explica todos os aspectos da vida em que a teologia participa e por isso é limitada.

### Antiguidade
Na antiguidade clássica havia uma separação clara entre:
- Conhecimento para a experiência e o resultado: a técnica de trabalho e produtiva. O que tem sido historicamente entendida como "artes" e "artesanato".
- O ideal de conhecimento teórico que compreende duas áreas:
  - A ciência: entendida como um conhecimento universal e necessário. Experimente o mais recente conhecimento de causas e dos primeiros princípios, o que é agora entendida como fundamento da realidade, a metafísica.
  - A práxis: Tão perfeito conhecimento prático ação direcionada para o bem e felicidade, que por sua vez opera em duas áreas:
    - A consecução de um bom indivíduo, a felicidade e Ética;
    - Alcançar o bem social comum, a política.

Na antiguidade clássica o conhecimento teórico e prático, como saber universal e necessário ideal de "conhecer" é independente da experiência, e é a sabedoria. A última expressão da verdade e do conhecimento, como a ciência, é a Metafísica e o mais próximo possível do modelo ideal de vida a felicidade, como ética, constituem o ideal do sábio.
Esta separação de conhecimento e ação prática na produção de bens materiais responde a uma tradição guerreira aristocrática da classe nobreza ou decisão. As artes e ofícios eram os de escravos e comerciantes, mas a "sabedoria" (filosofia) foi adequada para a nobreza e os homens livres. 
Em Atenas clássica e apareceu uma dupla atitude de pensar que será mantida ao longo de toda a história da filosofia no Ocidente e hoje são conhecidos principalmente como racionalismo e empirismo. Na verdade, eles têm duas atitudes e formas de entender a função do pensamento e do sentido da vida.
O primeiro a manter uma atitude claramente empirista foram os sofistas racionalistas que negavam a especulação sobre o mundo natural compartilhado seus antecessores, pré-socráticos e, acima de tudo, Platão; pelo contrário preocupado "em tais entidades relacionadas como homem e da sociedade." O valor da verdade é restrita ao valor específico da experiência e do exercício do poder, quer individualmente (moral) ou social (política).
Este empirismo está interessada em retórica no domínio da linguagem como um instrumento essencial para a vida política ateniense e do exercício do poder.

## Empirismo britânico
O método empírico de Francis Bacon e de Thomas Hobbes influenciou toda uma geração de filósofos no Reino Unido a partir do século XVII. John Locke é considerado o fundador ("pai") dessa tradição, que ficou conhecida como empirismo britânico, em oposição ao racionalismo que predominava na maior parte da Europa continental.
Em seu livro Ensaio Sobre o Entendimento Humano, Locke descreve a mente humana como uma tabula rasa (literalmente, uma "ardósia em branco"), onde, por meio da experiência, vão sendo gravadas as ideias. A partir dessa análise empirista da epistemologia, Locke diferencia dois tipos de ideias: as ideias simples, sobre as quais não se poderia estabelecer distinções, como a de amarelo, duro, etc., e as ideias complexas, que seriam associações de ideias simples (por exemplo ouro — que é uma substância dura e de cor amarelada). Com isso, formar-se-ia um conceito abstrato da substância material.
No século XVIII, George Berkeley desenvolve o empirismo de John Locke, mas não admite a passagem dos conhecimentos fornecidos pelos dados da experiência para o conceito abstrato de substância material. Por isso, Berkeley afirma que uma substância material não pode ser conhecida em si mesma. O que se conhece, na verdade, resume-se às qualidades reveladas durante o processo perceptivo. Assim, o que existe realmente nada mais é que um feixe de sensações. Daí sua famosa frase: ser é ser percebido.
Entretanto, para fugir do subjetivismo individualista (pois tudo que existe somente existiria para a mente individual de cada observador), Berkeley postula a existência de uma mente cósmica, que seria universal e superior à mente dos homens individuais. Deus é essa mente e tudo o mais seria percebido por Ele, de modo que a existência do mundo exterior à mente individual estaria garantida. No entanto, apesar de existir, o mundo seria impossível de ser conhecido verdadeiramente pelo homem, pois esse conhecimento só é acessível a Deus. Ao assumir esse empirismo radical, George Berkeley cria a corrente conhecida como idealismo subjetivo.

Levando ainda mais adiante o pensamento de Berkeley, o escocês David Hume identifica dois tipos de conhecimento: matérias de fato e relação de ideias. O primeiro está relacionado com a percepção imediata e seria a única forma verdadeira de conhecimento. A relação de ideias é uma inferência de outras ideias, ou seja ao relacionar duas ideias que temos na nossa mente provenientes da experiência concluímos outra ideia. Esta nova ideia, é logicamente verdadeira e necessária, pois é inferida através de um raciocínio demonstrativo (regras da lógica formal). Mas este conhecimento é tautológico, pois não acrescenta nada de novo, é apenas uma relação de ideias que já possuíamos.

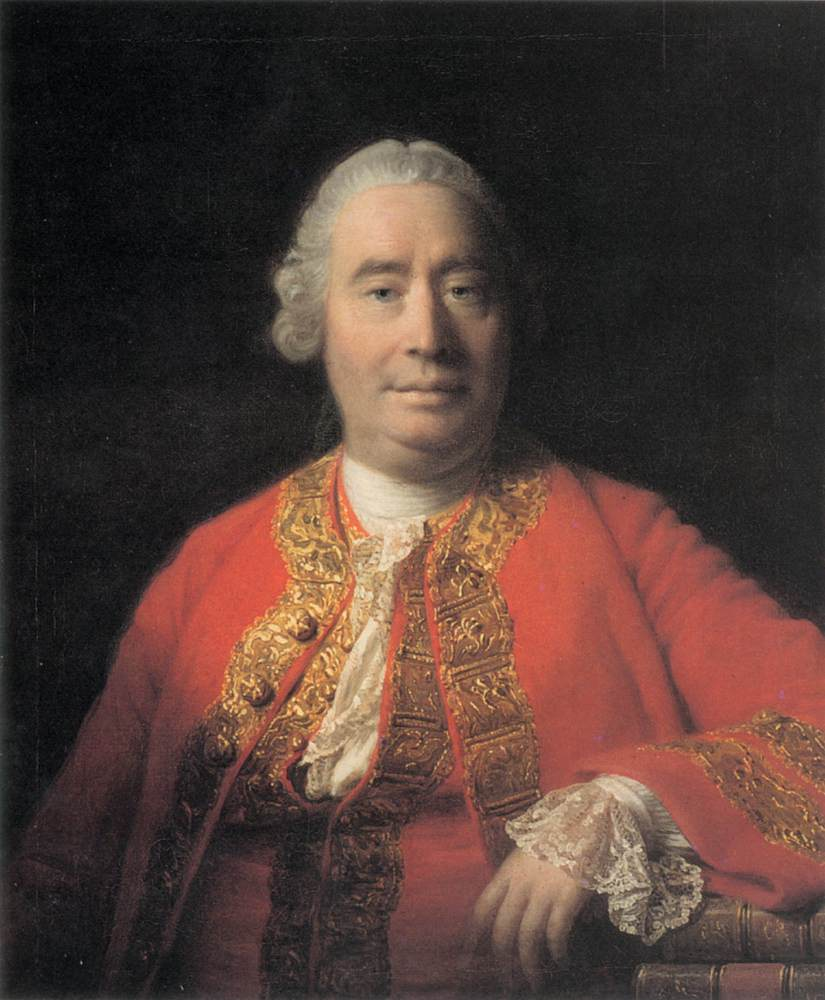
Ao afirmar que só podemos conhecer aquilo que percebemos imediatamente, David Hume rejeitou a ideia de causalidade

Baseado nisso, Hume refuta a própria causalidade, a noção de causa e efeito, fundamental para a ciência. Ao observarmos, por exemplo, um pedaço de metal, podemos chegar a um conceito de metal, que corresponde à realidade concreta, perceptível. Se aproximamos nossas mãos do fogo, temos uma ideia de calor, que também corresponde à realidade. Mas quando aproximamos um metal do fogo e observamos que ele se dilata com o calor, não podemos concluir que "o corpo se dilata porque esquenta". As ideias "o corpo esquenta" e "o corpo se dilata" teriam como origem duas impressões dos sentidos, provenientes, respectivamente, do tato e da visão. O problema está na expressão por que. Que impressão sensível origina a ideia de porquê? Como concluímos que um fenômeno é a causa de outro?
Para Hume, o simples motivo de um fenômeno ser sempre seguido de outro faz com que eles se relacionem entre si de tal forma que um é encarado como causa do outro. Causa e efeito, enquanto impressões sensíveis, não seriam mais do que um evento seguido de outro. A noção de causalidade-necessária a partir da simples observação, sem aplicação dos "raciocínios demonstrativos" (nesse caso, a matemática. Ou, nos dias atuais, podemos aplicar esse conceito de Hume como sendo a área que concerne atualmente à Física, à Química, ou a toda ciência que use de cálculos para provar realidades empíricas). Para ele, portanto, sem o uso desses "raciocínios demonstrativos" para comprovar a existência de causas necessárias ("leis gerais"), tudo o que se baseia apenas na simples experiência para a conclusão dessas causas é somente uma dedução humana, que de forma alguma constitui um conhecimento verdadeiro, é apenas um costume, hábito. Exemplo que Hume nos dá dessa sua tese é o nascimento do Sol: "O Sol nascerá amanhã!" nada mais é que uma crença que nos temos a partir da observação dos dias que se passaram. Mas só a experiência de ver o Sol sempre nascer todos os dias não prova, necessariamente, que ele nascerá amanhã; o que nos faz acreditar que ele nascerá é meramente nosso hábito, nosso costume de vê-lo nascer todos os dias.